# Mount Tuzo
Mount Tuzo är ett berg i Kanada.   Det ligger på gränsen mellan Alberta och British Columbia, i den västra delen av landet, 3 000 km väster om huvudstaden Ottawa. Toppen på Mount Tuzo är 3 248 meter över havet. Mount Tuzo ingår i Bow Range.
Terrängen runt Mount Tuzo är bergig västerut, men österut är den kuperad.Trakten runt Mount Tuzo är nära nog obefolkad, med mindre än två invånare per kvadratkilometer.. Närmaste större samhälle är Lake Louise, 14,5 km norr om Mount Tuzo. 
Trakten runt Mount Tuzo består i huvudsak av gräsmarker.